# 貢別特區
42°48′N 46°30′E / 42.800°N 46.500°E
貢別特區（俄语：Гумбетовский район），是俄羅斯的一個區，位於該國西南部，由達吉斯坦共和國負責管轄，面積730平方公里，2010年人口22,046，人口密度每平方公里30.2人。